# Karangduren (Sawit)
Karangduren is een bestuurslaag in het regentschap Boyolali van de provincie Midden-Java, Indonesië. Karangduren telt 2812 inwoners (volkstelling 2010).